# Brachyopa bimaculosa
Brachyopa bimaculosa är en tvåvingeart som beskrevs av Doczkal och Dziock 2004. Brachyopa bimaculosa ingår i släktet savblomflugor, och familjen blomflugor. Inga underarter finns listade i Catalogue of Life.